# Syncytine
Les syncytines sont des protéines qui jouent un rôle important dans le développement du placenta et dont la présence a été mise en évidence chez les mammifères : primates, rongeurs, lagomorphes, carnivores et grands ruminants. Elles permettent le développement du syncytiotrophoblaste.
Du point de vue de l'évolution les gènes codant ces protéines proviennent de rétrovirus ayant infecté plusieurs fois les mammifères, de manière indépendante.
On en retrouve deux chez les humains : la syncytine 1 et la syncytine 2.

## Origine
Des travaux de paléovirologie ont permis de montrer que les gènes codant les syncytines ont une origine virale. Il s'agit d'un exemple d'exaptation, terme que l'on doit à Stephen J. Gould et Elizabeth Vbra, qui désigne l'évolution progressive par sélection naturelle d'un caractère revêtant initialement une certaine fonction vers un tout nouveau rôle.
Les gènes à l'origine de cette exaptation sont les gènes viraux env : ils sont l’apanage des rétrovirus, ou virus à ARN. Après l'étape de rétrotranscription de l'ARN viral en ADN pour s'insérer dans celui de la cellule hôte, s'il s'agit d'une cellule sexuelle (spermatozoïde ou ovocyte), les séquences rétrovirales nouvellement acquises seront transmises aux générations suivantes comme n’importe quelle autre séquence, devenant des éléments permanents du génome hôte. Elles sont alors considérées comme « endogènes » et appelées pour cette raison ERV pour Endogenous RetroVirus. Les ERV occupent une portion non négligeable du génome des mammifères, 8% chez l’humain et 10% chez la souris.  La plupart sont dégénérées, inactives, car elles subissent des mutations au fil des générations. Mais certaines restent intactes malgré les dizaines de millions d’années qui se sont écoulées depuis l’insertion rétrovirale ancestrale. Leur maintien suggère que leur « capture » confère un avantage sélectif. C’est effectivement le cas des séquences env. Chez les rétrovirus, les gènes env codent la protéine de l’enveloppe virale Env qui permet au virus de fusionner sa membrane à celle de la cellule infectée pour y pénétrer (propriété fusogène) et de déjouer le système immunitaire de l’hôte infecté. Chez les mammifères, les gènes env capturés ont été peu à peu « domestiqués » au fil du temps pour remplir des fonctions essentielles dans le placenta en permettant la fabrication des syncytines.

## Fonction
Au cours du développement, chez les mammifères, le placenta est le premier organe à se former à partir des cellules du fœtus. Il permet un ancrage du fœtus dans l’utérus maternel et des échanges régulés (nutriments, gaz respiratoires, déchets) avec la mère. Il secrète des hormones, fait barrière aux infections et assure le non-rejet du fœtus qui représente une semi-greffe, puisque son génome est hérité pour moitié du père et pour moitié de la mère. 
Cette structure transitoire est  indispensable au développement du fœtus tout au long de la gestation et de nombreuses complications pré- et post-natales peuvent survenir s’il est défectueux. La structure anatomique du placenta varie considérablement entre les espèces. On en distingue 4 types principaux suivant l’importance du syncytium, une couche de cellules présente à l’interface fœto-maternelle. Cette couche est caractérisée par la fusion de cellules d’origine fœtale (les trophoblastes). La couche ainsi obtenue, qu’on appelle syncytiotrophoblaste, constitue une structure multinuclée (à plusieurs noyaux) sans limites cellulaires distinctes. La fusion est un processus essentiel pour le développement du placenta et pour le déroulement normal de la gestation. C'est cette fusion qui est assurée par les syncytines.
Quoique la structure du placenta murin soit différente de celle du placenta humain, deux syncytines y sont exprimées et ce de manière spécifique. Leur perte simultanée induite par KO (annulation de l'expression du gène qui les code) provoque une malformation du placenta et une mort embryonnaire précoce.

## Gènes liés
Des résultats très récents parus en octobre 2018 montrent qu’outre le gène env, les séquences ERV comportent d’autres éléments co-optés et conservés dans l’évolution. Il ne s’agit pas là de séquences codant une protéine particulière, de type syncytine, mais d’éléments de régulation, les LTR. Dans le génome humain, un de ces LTR se trouve à proximité du gène CRH qui code la corticolibérine, une hormone qui joue un rôle très important tout au long de la grossesse et détermine le moment où l’accouchement a lieu. Les auteurs ont montré dans des expériences sophistiquées chez la souris que si les séquences LTR ne fonctionnent pas normalement, l’expression de CRH est dérégulée et la mise bas est retardée de 5 jours.